# Jean-Pierre Guinot
Pour les articles homonymes, voir Guinot.
Jean-Pierre Guinot est un footballeur français né le 9 février 1943  à Clamecy (Nièvre). Ce joueur pouvait évoluer à tous les postes de l'attaque. Après avoir débuté à Besançon, il a joué principalement à Valenciennes et Sochaux. Il termine sa carrière professionnelle en division 2 à Toulouse.

## Carrière de joueur
- 1960-1961 : RCFC Besançon (Division 2)
- 1961-1971 : US Valenciennes-Anzin (Division 2 et Division 1)
- 1971-1974 : FC Sochaux-Montbéliard (Division 1)
- 1974-1975 : US Toulouse (Division 2)

## Palmarès
- International B.
- Vice-champion de France D2 en 1962 (avec US Valenciennes Anzin)

## Source
- Col., Les Cahiers de l'Équipe, années 1962 à 1975.